# Artmajeur
Artmajeur — это онлайн-галерея искусства, основанная в 2000 году  и расположенная в Монпелье, Франция. Она предоставляет художникам возможность представлять свои оригинальные картины, скульптуры, рисунки, фотографии и гравюры.

## История
Artmajeur, основанный в 2000 году Самюэлем Шарметаном и Яном Саразином, тогда еще студентами факультета компьютерных наук Университете Монпелье, быстро стал известным в сфере цифрового искусства.  Платформа поддерживает оффлайн-присутствие в виде ежеквартального журнала Art Magazine  и участия в международных художественных ярмарках.   
В 2015 году Artmajeur запустил 3D-рендерную виртуальную галерею Площади Вандом в Париже.
В период карантина, связанного с COVID-19, Artmajeur активно поддерживал кампанию #ArtistSupportPledge в социальных сетях.  
Самюэль Шарметан был удостоен звания Кавалера Национального ордена за заслуги (Франция) в 2021 году за создание платформы. 
Artmajeur предлагает работы художников из 200 стран и доступен на множестве языков, в том числе китайском и русском. 

## Художники
На платформе представлена работа как новых, так и известных художников, включая : 
- Шепарт Фейри (Оби), Сальвадор Дали, [12] Такаши Мураками, [13] Реджинальд Грей, Дэвид Герштейн, Зарубин Александр Львович, Леонид Афремов, [14] Жан Умберт Сальвольдели. [15]

## Рекомендации
1. ↑  Chabal, Audrey (3 октября 2017). Artmajeur démocratise l'achat d'art grace à internet [Artmajeur демократизирует покупку произведений искусства благодаря Интернету]. Forbes (фр.). Архивировано 7 ноября 2023. Дата обращения: 25 декабря 2023.
2. ↑  Bonzom, Nicolas (14 мая 2018). Artmajeur, le carton global du bon coin de l'art [Artmajeur, мировой хит произведений искусства Amazon]. 20 Minutes (France) (фр.). Архивировано 26 октября 2023. Дата обращения: 25 декабря 2023.
3. ↑  Artmajeur Magazine N°1 by Artmajeur - Issuu (англ.). issuu.com (10 мая 2017). Дата обращения: 25 декабря 2023. Архивировано 8 ноября 2023 года.
4. ↑  Les galeries & éditeurs (неопр.). Art Montpellier. Дата обращения: 25 декабря 2023. Архивировано 7 ноября 2023 года.
5. ↑  Art Shopping - Salon international d'art contemporain - 18*, 19 & 20 juin 2021 - Paris - Carrousel du Louvre. www.artshopping-expo.com. Дата обращения: 25 декабря 2023. Архивировано 26 октября 2023 года.
6. ↑  Artmajeur (амер. англ.). Arte Laguna Prize. Дата обращения: 25 декабря 2023. Архивировано 5 июня 2023 года.
7. ↑  Dessagne, Julie (12 мая 2020). Aidez les artistes en vous offrants une oeuvre à moins de 200EUR sur Artmajeur [Помогите художникам, предложив себе работу менее чем за 200 евро на Artmajeur.]. Femme Actuelle. Архивировано 19 апреля 2023. Дата обращения: 26 октября 2023.
8. ↑  Vely, Yannick (24 апреля 2020). Confinement: Quand les artistes recréent des tableaux célèbres [LockDown: Когда художники воссоздают знаменитые картины]. Paris Match / Agence France-Presse. Архивировано 11 декабря 2023. Дата обращения: 25 декабря 2023.
9. ↑  Journal officiel de la République française [Official Journal of the French Republic] (PDF). Journal officiel de la République française. Орден Почётного легиона: 49. 1 января 2021. Архивировано (PDF) 27 октября 2023. Дата обращения: 23 октября 2023.
10. ↑  Robert, Martine (20 октября 2017). Artmajeur: La communauté qui s'engage pour les artistes [Artmajeur: Сайт сообщества, посвященный художникам.]. Les Echos. Архивировано 26 октября 2023. Дата обращения: 25 декабря 2023.
11. ↑  Artmajeur. Могу ли я купить произведения известных или известных художников на Artmajeur? www.artmajeur.com. Дата обращения: 25 декабря 2023. Архивировано 26 октября 2023 года.
12. ↑  Thomas Laugier. 10 ФАКТОВ О САЛЬВАДОРЕ ДАЛИ, О КОТОРЫХ ВЫ, ВЕРОЯТНО, НЕ ЗНАЛИ. Artmajeur Magazine (15 октября 2020). Дата обращения: 25 декабря 2023. Архивировано 7 ноября 2023 года.
13. ↑  Mattei, Selena. ТАКАШИ МУРАКАМИ И СОЗДАТЕЛИ NFT ПОЛУЧАЮТ БОЛЬШИЕ ПРИЗЫ НА WEBBY AWARDS. Artmajeur Magazine (28 апреля 2022). Дата обращения: 25 декабря 2023. Архивировано 7 ноября 2023 года.
14. ↑  Nicholas Sarazin. ЛЕОНИД АФРЕМОВ: НЕВЕРОЯТНАЯ ИСТОРИЯ УСПЕХА ПИОНЕРА ОНЛАЙН-ПРОДАЖ. Artmajeur Magazine (19 апреля 2020).
15. ↑  Marc-Antoine Gallice. Rencontre avec jean Humbert Salvoldeli à Lamagdeleine (фр.). Actu.fr (29 мая 2021). Дата обращения: 25 декабря 2023. Архивировано 20 апреля 2023 года.

## Внешние ссылки
- Сайт Artmajeur (ru)

[[Категория:Галереи современного искусства]]
[[Категория:Современное искусство]]